# Mikele Barber
Mikele Barber (ur. 4 października 1980) – amerykańska lekkoatletka specjalizująca się w biegach sprinterskich.
Bez większych sukcesów startowała w 1998 na mistrzostwa świata juniorów. W 1999 zdobyła srebro, a dwa lata później brąz podczas uniwersjady w biegu na 400 metrów. Na igrzyskach panamerykańskich w Rio de Janeiro (2007) zdobyła złoto w biegu na 100 metrów oraz srebro w biegu rozstawnym 4 × 100 metrów. Wraz z koleżankami z reprezentacji została w 2007 mistrzynią świata w sztafecie 4 × 100 metrów. Bez powodzenia rywalizowała w biegu na 60 metrów podczas halowych mistrzostw świata w 2010 oraz w biegu na 100 metrów w czasie mistrzostw świata w 2011.
Medalistka mistrzostw Stanów Zjednoczonych (także halowych) oraz mistrzostw National Collegiate Athletic Association.
Jej siostra bliźniaczka – Me’Lisa Barber – w 2003 i 2005 zdobywała złote medale lekkoatletycznych mistrzostw świata.
Rekordy życiowe: bieg na 100 metrów – 11,02 (24 lipca 2007, Rio de Janeiro); bieg na 400 metrów – 50,63 (13 maja 2001, Columbia).

## Osiągnięcia
| Rok  | Impreza                     | Miejsce           | Konkurencja        | Lokata     | Wynik |
| ---- | --------------------------- | ----------------- | ------------------ | ---------- | ----- |
| 1998 | Mistrzostwa świata juniorów | Annecy            | bieg na 400 m      | półfinał   | 53,44 |
| 1999 | Uniwersjada                 | Palma de Mallorca | bieg na 400 m      | 2. miejsce | 51,03 |
| 2001 | Uniwersjada                 | Pekin             | bieg na 400 m      | 3. miejsce | 51,92 |
| 2007 | Igrzyska panamerykańskie    | Rio de Janeiro    | bieg na 100 m      | 1. miejsce | 11,02 |
| 2007 | Igrzyska panamerykańskie    | Rio de Janeiro    | sztafeta 4 × 100 m | 2. miejsce | 43,62 |
| 2007 | Mistrzostwa świata          | Osaka             | sztafeta 4 × 100 m | 1. miejsce | 41,98 |
| 2010 | Halowe mistrzostwa świata   | Doha              | bieg na 60 m       | półfinał   | 7,24  |
| 2011 | Mistrzostwa świata          | Daegu             | bieg na 100 m      | półfinał   | 11,40 |